# Peter Almqvist
Peter Almqvist, född 17 juli 1957 i Lund, död i april 2015, var en svensk jazzmusiker (gitarr).
Han bildade 1980 den akustiska gitarrduon Guitars Unlimited tillsammans med Ulf Wakenius. 1985 stod denna duo för pausmusiken under Eurovision Song Contest.
1988 bildade han sin egen trio, Peter Almqvist trio, som sedan början av 2000-talet inkluderade Hans Backenroth på bas och Rune Carlsson på trummor.